# Myrmecomelix leucippus
Myrmecomelix leucippus är en spindelart som beskrevs av Miller 2007. Myrmecomelix leucippus ingår i släktet Myrmecomelix och familjen täckvävarspindlar.
Artens utbredningsområde är Peru. Inga underarter finns listade i Catalogue of Life.